# The SSE Arena Belfast
The SSE Arena Belfast ist eine Mehrzweckhalle im Titanic Quarter der nordirischen Hauptstadt Belfast, Vereinigtes Königreich. Die Halle ist Teil des Sport- und Unterhaltungszentrums Odyssey Complex, zu dem auch der Odyssey Pavilion und das W5 gehört. Die frühere Odyssey Arena dient seit 2001 als Spielstätte der Eishockeymannschaft der Belfast Giants aus der Elite Ice Hockey League (EIHL). Des Weiteren wird die Arena vor allem für Konzerte und Shows sowie für andere Sportveranstaltungen genutzt.

## Geschichte
Die damalige Odyssey Arena wurde im Jahr 2001 nach zweijähriger Bauzeit eröffnet. Gleich im ersten Jahr ihres Bestehens fanden in der Arena die Boxweltmeisterschaften 2001 statt. Die sportlichen Hauptnutzer der Arena sind die Belfast Giants aus der Elite Ice Hockey League, die seit der Eröffnung ihre Heimspiele dort austragen. Zu den weiteren Sportveranstaltungen, die in der Arena stattfinden, zählen unter anderem Veranstaltungen der World Wrestling Entertainment (WWE). Nach der 3Arena in Dublin ist The SSE Arena Belfast die größte Multifunktionsarena Irlands und die größte Nordirlands. Zudem ist sie die wichtigste Konzerthalle Nordirlands, in der regelmäßig bekannte Bands und Künstler aus der ganzen Welt auftreten. 
Im Oktober 2009 wurde bekannt gegeben, dass die Odyssey Arena um zwei Hotels, 800 Wohnungen, sowie neue Parkhäuser erweitert werden solle. Die Umbaukosten werden auf 100 Mio. £ geschätzt. Am 6. November 2011 war die Odyssey Arena Austragungsort der MTV Europe Music Awards 2011.
Im Juni 2015 wurde die irische Windpark-Betreibergesellschaft Airtricity, Teil der SSE plc, für zehn Jahre Namenssponsor der Veranstaltungshalle.
Zwischen 2008 und 2019 gastierte die Premier League Darts jeweils an einem Spieltag in der Arena; die COVID-19-Pandemie verhinderte die Austragung in den nachfolgenden zwei Jahren. Seit 2022 wird wieder ein Spieltag in der SSE Arena ausgetragen, im Jahr 2023 ist Belfast zudem Eröffnungspunkt der Premier League. 